# Röntgenfluorescentie

Schematische weergave van röntgenfluorescentie

Röntgenfluorescentie (XRF) is een proces van fluorescentie waarbij een materiaal bij bestraling met röntgenstraling ook weer röntgenstraling uitzendt.
Het uitgezonden foton heeft een langere golflengte. Het verschil in golflengte vertegenwoordigt een verschil in energie dat in de regel als warmte verloren gaat. 
De uitgezonden golflengte is karakteristiek voor het element van het atoom dat verantwoordelijk is voor het proces. Dit betekent dat het effect als methode gebruikt kan worden voor het bepalen van de elementaire samenstelling van het beschoten materiaal. Deze analytische methode heet röntgenfluorescentiespectrometrie.
Meestal wordt een röntgenbuis gebruikt als bron van de oorspronkelijke straling, maar het wordt steeds populairder daarvoor synchrotronstraling te gebruiken. Het is ook mogelijk de excitatie stap door beschieting met een bundel energieke elektronen uit te voeren. Dit is in de strikte zin van het woord geen fluorescentie maar de ontstane straling geeft wel vergelijkbare informatie.
Het effect kan echter ook een lastig bijverschijnsel zijn. Bijvoorbeeld bij poederdiffractie is men geïnteresseerd in de strooiing van fotonen die geen energie verloren hebben omdat de strooiing elastisch is. Fluorescentie kan in zo'n geval de meting nadelig beïnvloeden doordat het de detector overstroomt met fotonen. Vooral als er een element in het onderzochte materiaal aanwezig is dat slechts een paar plaatsen lager in het periodiek systeem staat dan het gebruikte anode materiaal van de stralingsbron kan dit een probleem zijn. Bij het gebruik van koper Kα-straling zijn dat elementen nikkel, kobalt en ijzer.